# Leticia Romero
Leticia Romero González, née le 28 mai 1995 à Las Palmas de Gran Canaria en Espagne, est une joueuse espagnole de basket-ball.

## Biographie
En universitaires, Romero est élue trois fois All American et en 2016, elle conduit les Seminoles à l'Elite Eight du tournoi final NCAA et meilleure tireuse historique à trois points de l'ACC avec une réussite de 47,7 %  et des statistiques de 16,3 points, 3,1 rebonds et 4,4 passes décisives. En senior, elle figure dans le deuxième meilleur cinq de l'ACC dont elle domine le classement à l'adresse à trois points avec une réussite de 50,9 %.
En février 2018, le Sun du Connecticut annonce la signature pour la saison WNBA 2018 du 17e choix draft WNBA 2017, mais elle avait repoussé l'offre du Sun la saison précédente pour privilégier la préparation olympique avec l'équipe espagnole. En 2017-2018, elle joue avec le club tchèque d'Euroligue de l'USK Prague.

## Palmarès

### Club
Fin mai 2018, elle est engagée par les Wings de Dallas.

### Équipe nationale
- Médaille d'argent aux Jeux olympiques de 2016